# 通霍铁路
通霍铁路由内蒙古的通辽至霍林河，是一条以煤炭运输为主的货运铁路。全长419公里。

## 历史
通霍铁路1978年5月开工，1984年10月通车，1989年12月31日交付运营。单线半自动闭塞。1987年，为适应通霍线高寒、缺水、长交路的特殊条件，沈阳铁路局配属给通辽机务段30台东方红1型重联机车用于牵引煤炭列车，直到1992年开始换装DF4系列内燃机车。
自2003年开始在通霍线上摸索万吨牵引模式。最初开行下行百辆编组空车，上行五千吨重载，此举大幅提高运力。
2006年起通霍线进行扩能改造，部分车站到发线延长至2550米、3500米，区间穿插式增建复线改造，改造后可接发1.5万吨和2万吨列车、进行会让作业。使用DF4B、DF4C开行1万吨（2组合）、1.5万吨（3组合）重载单元列车。上行的万吨单元重车一路绿灯不停车，下行空车与客运列车一律安排待避。2007年试验开行2万吨4单元重载列车。2009年HXN3开始配属到通辽机务段，实现了单机牵引1万吨固定牵引定数重载列车。2010年霍白线、珠珠线两条新线接入通霍线，也开行4组合2万吨重载列车至今。
根据2007年8月20日国务院公开发布的《东北地区振兴规划》，通霍铁路通辽北至霍林河段扩能改造工程2009年10月开工，工期24个月，由中铁九局中标承建。投资36.99亿元。增建二线、自动闭塞，设计旅客列车速度120km/h。工程于2011年8月完工。内燃2万吨单元列车取消。
2016年11月起，本線實施電氣化。2017年通霍线电气化开通，锦州机务段和苏家屯机务段的HXD3B、通辽机务段的HXD2单机一万吨牵引，通霍线年运量突破1亿吨。

## 与其他铁路线的交汇
- 通辽站：集通铁路（通辽北站分出）；大郑铁路、通让铁路（通辽东站分出）、京通铁路（通辽西站分出）。
- 哈日努拉站：锡乌铁路
- 霍林河站：锡乌铁路